# West Chelborough
West Chelborough est une paroisse civile et un village du Dorset, en Angleterre.